# Pycnandra vieillardii
Pycnandra vieillardii är en tvåhjärtbladig växtart som först beskrevs av Henri Ernest Baillon, och fick sitt nu gällande namn av Willem Willen Vink. Pycnandra vieillardii ingår i släktet Pycnandra och familjen Sapotaceae. Inga underarter finns listade i Catalogue of Life.